# Пако Рабан
Пако̀ Раба̀н (на френски: Paco Rabanne, роден като Франсѝско Рабанѐда и Куѐрво, на испански: Francisco Rabaneda y Cuervo) е моден дизайнер. Напуска Испания и заминава за Франция със своята майка в края на Испанската гражданска война. С образование на архитект, с превръща в „непоносимото дете“ в света на френската мода на 60-те години.

## Кариера
Рабан стартира своята модна кариера, създавайки бижута за Живанши, Диор и Баленсиага. Отваря собствена модна къща през 1966 г. Използва в работата си неконвенционални материали като метал, хартия и пластмаса за своите необичайни и пищни модели.
Днес Пако Рабан притежава много популярна парфюмерийна серия от 35 аромата.
Пако Рабан също е известен и с дизайнерските изяви на костюми във филмовото изкуство и филмовата индустрия.
Рабан също проявява интерес към паранормалните явления и впоследствие става автор на няколко книги с такава тематика, от които най-популярни са Траектория от един живот към друг, Апокалипсис, В средата на времето и др.
През 2005 г. Пако Рабан прави първата си изложба от картини в Москва. Причината за показването на картините е, с негови думи: „Вече съм на 72 години и искам да покажа на света тези рисунки преди да си тръгна от тази планета. Не съм ги показвал на никого, с изключение на Салвадор Дали преди 30 години, който ми каза да продължавам.“
Рабан иска средствата от изложбата да бъдат дарени на жените от Беслан, пострадали при атентата в града, в който загиват 319 заложници, включително 186 деца, 12 служители, и още 31 души.